# Deister-Süntel-Tal
Koordinaten: 52° 12′ N, 9° 18′ O
Das Deister-Süntel-Tal liegt im Nordosten des Weserberglands in Niedersachsen zwischen den Bergzügen Bückeberg Süntel und Deister in den Landkreisen Schaumburg und Hameln-Pyrmont.

## Geographie
Das Deister-Süntel-Tal erstreckt sich im Nordwesten über den Bereich des Süntel hinaus in die Rodenberger Mulde östlich des Bückebergs und des Auetals und nach Südosten bis zum Hachmühler Becken mit dem Kleinen Deister im Osten und erreicht somit eine Länge von rund 25 km.
An der Wasserscheide des Tals nördlich von Bad Münder entspringen am Süntel zwei Flüsse. Die Hamel hat ihre Quelle in Hamelspringe und fließt nach Süden in die Weser. Die Rodenberger Aue entspringt in Bakede und fließt nach Norden in die Westaue, die wiederum in die Leine mündet. Sie werden von rund 20 Bachläufen aus Deister und Süntel gespeist.

## Geologie

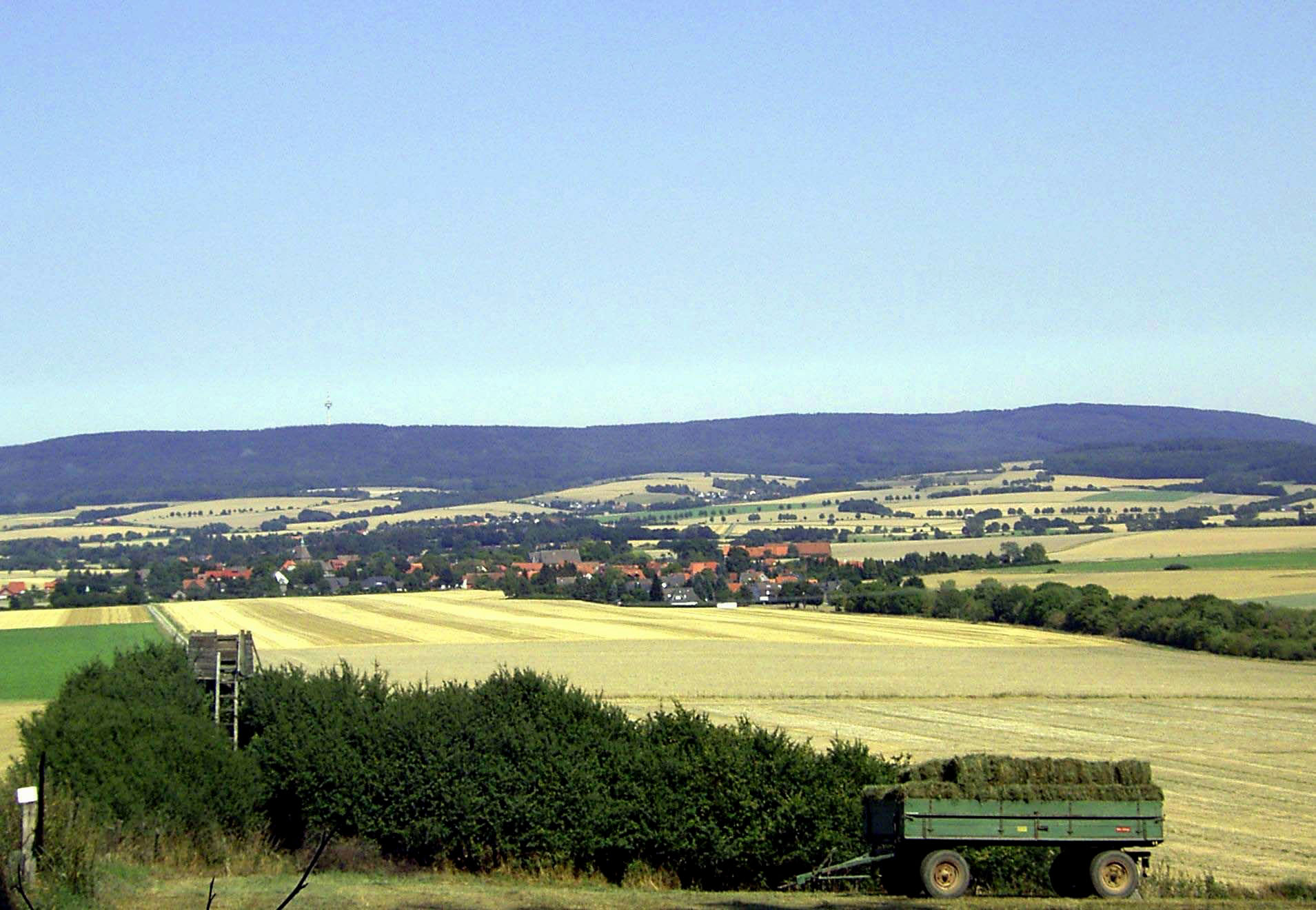
Hülsede

Das Deister-Süntel-Tal entstand in der Kreidezeit, als Deister und Süntel zu Sätteln aufgewölbt wurden. Dabei gelangten tiefe Schichten aus der Zeit des Jura an die Oberfläche.
Die Weser querte bis zur Elstereiszeit das Tal etwa entlang der heutigen Flussläufe von Hamel und Sedemünder Mühlbach hin zur Deisterpforte. Erst durch die Eismassen wurde sie aufgestaut und suchte sich bei der Porta Westfalica einen neuen Weg zur Nordsee.

Ablagerungen des Zechsteinmeers der Jura-Zeit und später der Weser wie auch die Geschiebemengen der Eiszeiten und die versteinerte Vegetation der Kreidezeit hinterließen zahlreiche Bodenschätze im Deister-Süntel-Tal. So findet man heute Wealdensandstein bester Qualität mit versteinerten Meerestieren und Kohleflözen. Gips, Steinsalz, Kies und Sand sind ebenso vorhanden wie Sole- und Schwefelquellen und eiszeitliche Findlinge. Die bis weit ins 19. Jahrhundert hinein feuchte bis sumpfige Landschaft ist mit einem fruchtbaren Lößboden bedeckt.
Zwei geologische Erdschichten des „Weißen Jura“ oder „Malm“ tragen Namen hiesiger Ortschaften: Der „Münder Mergel“ und der „Eimbeckhäuser Plattenkalk“.

## Flora und Fauna

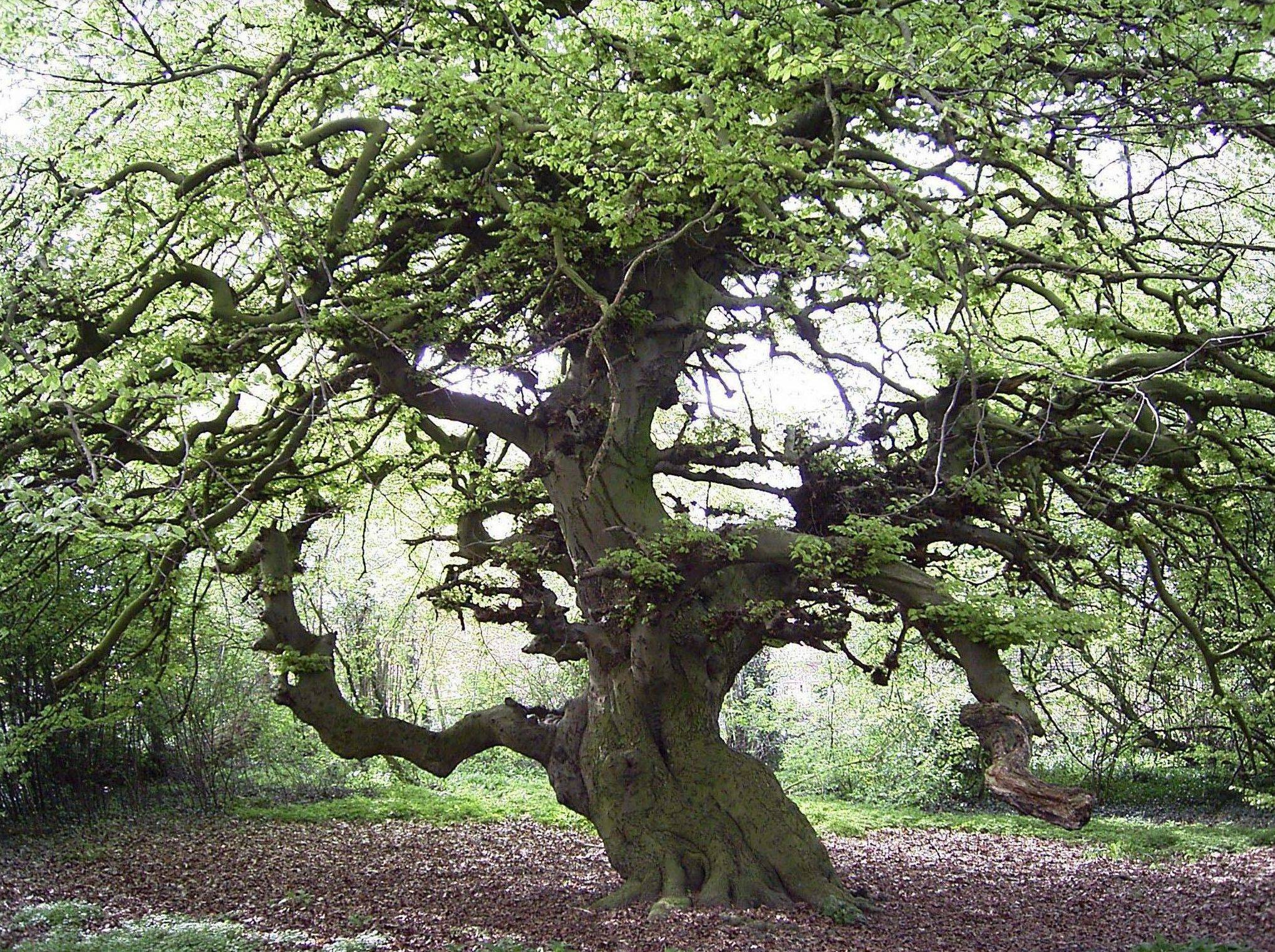
Süntelbuche in Lauenau

Deister, Bückeberg und Süntel sind größtenteils mit Rotbuchenwäldern bewachsen, durchsetzt mit Eichen und Fichten. An einigen Stellen gibt es noch Wildvorkommen seltener Orchideen. Die Stechpalme oder Hülse wächst hier noch reichlich. Sie gab dem Ort Hülsede seinen Namen.
Eine botanische Besonderheit dieser Region stellen die Süntelbuchen dar. Im Deister-Süntel-Tal sind noch einige alte Exemplare der seltenen Bäume zu finden, im Süntel bei Hülsede, im Deister bei Feggendorf und Köllnischfeld, in Lauenau, Beber, Luttringhausen und Bad Münder. Bei Hülsede wurde 1843 der letzte existierende Süntelbuchenwald gerodet.
Die in der einst sumpfigen Niederung häufigen Amphibien sind noch in Restvorkommen vorhanden. Für ihren Schutz, wie auch für den Schutz von Greifen und Singvögeln, wurde einiges unternommen durch die Anlage neuer Teiche, den Ankauf von Grünflächen und die Pflanzung von Heckensträuchern zur Biotopvernetzung.

## Orte im Tal
Im Tal liegen die Städte Bad Münder und Rodenberg sowie der Flecken Lauenau. Weitere Ortschaften sind Algesdorf, Altenhagen I, Altenhagen II, Apelern, Bakede, Beber, Böbber, Egestorf, Eimbeckhausen, Feggendorf, Flegessen, Groß Hegesdorf, Hachmühlen, Hamelspringe, Hasperde, Hemschehausen, Hülsede, Klein Süntel, Kleinhegesdorf, Luttringhausen, Lyhren, Meinsen, Messenkamp, Nettelrede, Nienstedt, Pohle, Reinsdorf, Rohrsen, Schmarrie, Sedemünder, Soldorf und Waltershagen.

## Verkehr
Im Norden wird das Tal von der Bundesstraße 65 begrenzt und im Süden geht es etwas über die Bundesstraße 217 hinaus. Die Bundesstraße 442 führt in nordsüdlicher Richtung längs durch das Tal.

## Wirtschaft

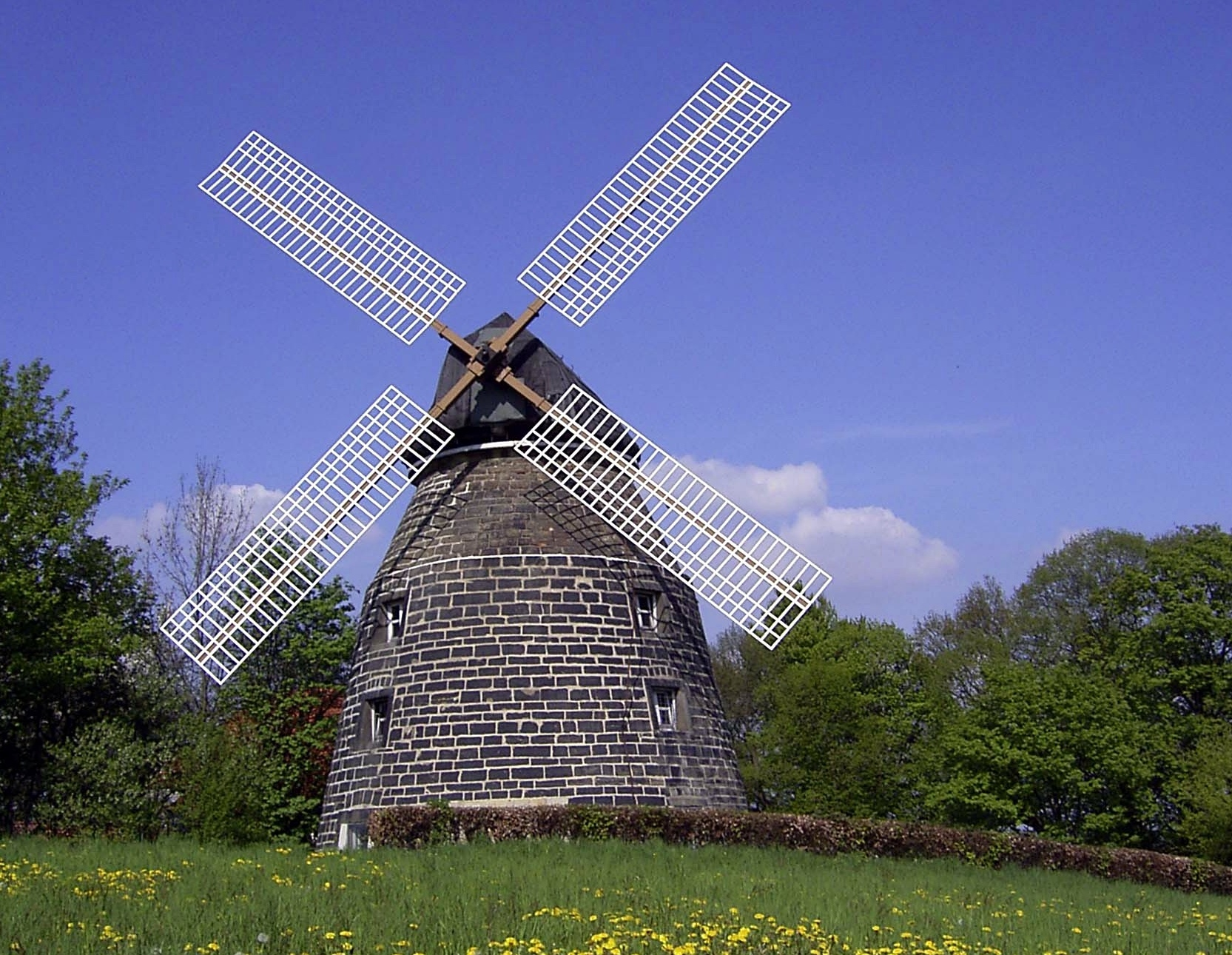
Windmühle in Rodenberg

Im Deister-Süntel-Tal sind zahlreiche kleine und mittlere Betriebe unterschiedlicher Gewerbe angesiedelt. Die einst dominante Holzindustrie ist dabei stark zurückgegangen.
Kurgäste aus Bad Nenndorf und Bad Münder und Touristen im Naturpark Weserbergland Schaumburg-Hameln machen den Tourismus zu einem wichtigen Wirtschaftszweig.
Weite Teile des Tals werden landwirtschaftlich genutzt. Weizen, Gerste, Hafer, Raps und Zuckerrüben werden angebaut. Für die Viehwirtschaft stehen viele saftige grüne Wiesen zur Verfügung, wobei auch der Naturschutz nicht zu kurz kommt. Zahlreiche Bachläufe, Tümpel, Hecken und Baumgruppen gliedern die Landschaft. Für Touristen wurden viele Rad- und Wanderwege im Tal und den angrenzenden Bergen angelegt.

## Geschichte
Das Deister-Süntel-Tal ist bereits seit ca. 5000 Jahren besiedelt. Aus der Bronzezeit finden sich in Deister und Süntel noch zahlreiche Hügelgräber.
Zur Zeitenwende siedelten die Cherusker im Tal. Nach den Chatten und Chauken kamen schließlich im 4. Jahrhundert die Sachsen. Auf einem Hochplateau im Süntel, dem Dachtelfeld, kam es 782 während der Sachsenkriege Karls des Großen zur Schlacht am Süntel zwischen sächsischen Aufständischen und einem Heer der fränkischen Besatzungsmacht, bei der die Franken verlustreich unterlagen. 

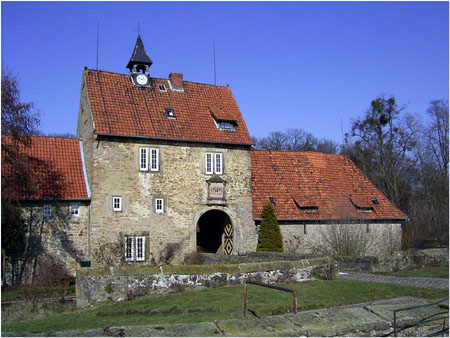
Schloss Münchhausen in Apelern

In den folgenden Jahrhunderten förderten der fruchtbare Boden, der Wasserreichtum, die Bodenschätze und nicht zuletzt der große Holzvorrat der Wälder die wirtschaftliche Entwicklung und brachten einen gewissen Wohlstand für die Region. Der Dreißigjährige Krieg brachte jedoch große Verwüstungen und auch andere Kriege, von der Hildesheimer Stiftsfehde bis zum Zweiten Weltkrieg machten vieles zunichte.
Zunächst bestimmte die Landwirtschaft das Tal. Mit dem Wasser der Rodenberger Aue wurden Eisenhämmer und Wassermühlen betrieben. Nach und nach wurden auch die Bodenschätze genutzt. Es entstanden Salinen, Ziegeleien und Steinbrüche. Im Tal stehen noch mehrere Bauten der Weserrenaissance, die aus heimischem Sandstein, Deistersandstein und Süntelsandstein, gebaut wurden.

Schon im 19. Jahrhundert wurde im Deister bei Feggendorf (1831–1952) und im Süntel bei Bad Münder (1810–1895) Kohle abgebaut.
Zu Beginn des 20. Jahrhunderts begann im Deister-Süntel-Tal vor allem die Stuhl- und Möbelherstellung: Viele holzverarbeitende Betriebe mit dem ringsum reichlich vorhandenen Holz machten das Deister-Süntel-Tal zum Zentrum der niedersächsischen Möbelherstellung. Aber auch der Ausbau des Bäderwesens und der Glasindustrie schritt voran.
Im Jahr 1905 wurde die Süntelbahn eröffnet, eine Eisenbahnlinie, die längs durch das Tal führte. Sie verband die Strecken Hannover–Minden und Hannover–Hameln miteinander. Bad Nenndorf, Rodenberg, Lauenau, Messenkamp, Eimbeckhausen, Egestorf/Bakede, Hamelspringe und Bad Münder bekamen Bahnhöfe an dieser Strecke. 1968 wurde der Personenverkehr wieder eingestellt und 1988 verkehrten die letzten Güterzüge. Die Gleise wurden abgebaut und die Strecke wurde größtenteils zu einem Rad- und Wanderweg.
Die zunehmende Automatisierung, der Konkurrenzdruck durch die Globalisierung und die allgemeine wirtschaftliche Rezession führten in jüngster Vergangenheit zu einem Einbruch der lange Zeit positiven Entwicklung und zum Wegfall vieler Arbeitsplätze. Die Gemeinden bemühen sich um die Ansiedlung neuer Gewerbebetriebe und die Förderung des Fremdenverkehrs. Die zahlreichen Neubaugebiete im Tal zeugen vom hohen Wohnwert der Region.

## Sehenswürdigkeiten

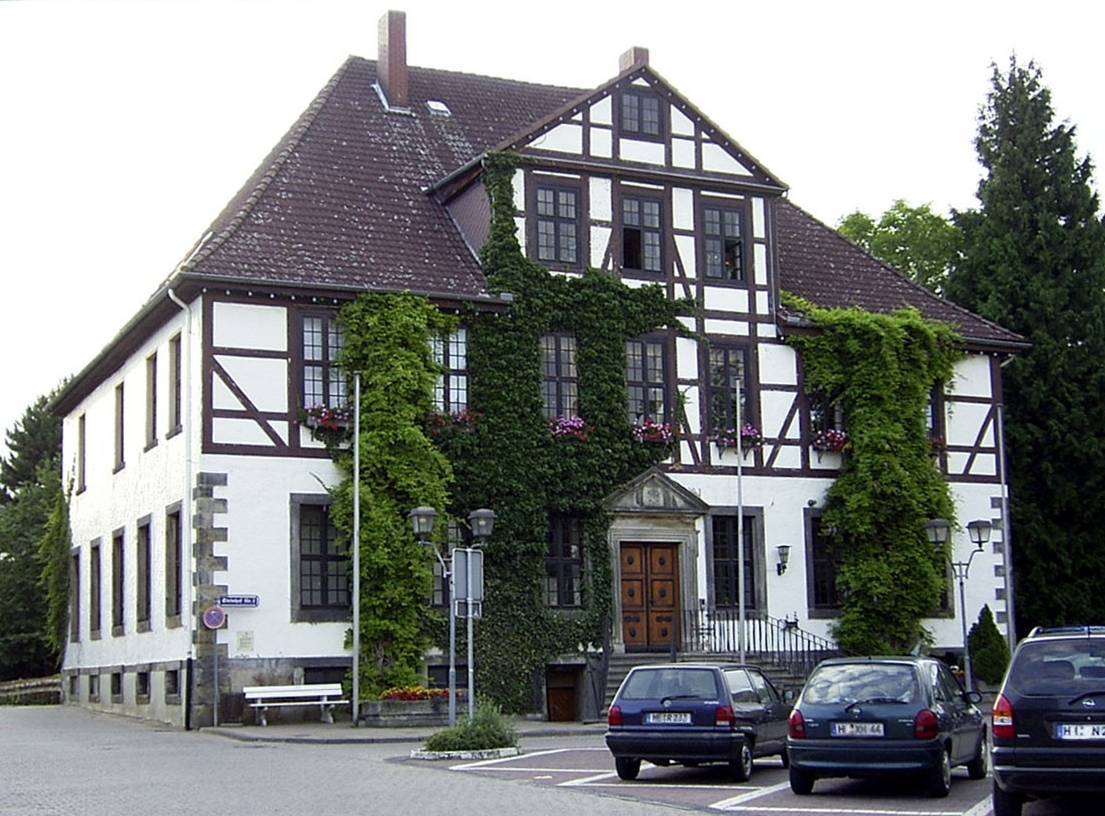
Der „Steinhof“ in Bad Münder

- Schloss Rodenberg als Burganlage mit restaurierter Bastion in Rodenberg
- Windmühle auf dem Rodenberg, erbaut 1861
- Schloss Lauenau, um 1190 ursprünglich als Wasserburg erbaut, 1565–1572 nach Zerstörung im Stile der Weserrenaissance wieder aufgebaut
- Schloss Schwedesdorf (Weserrenaissance) in Lauenau, erbaut 1596–1600
- Schloss Hasperde
- Posteburg als Burgstall bei Schmarrie
- Süntelturm (höchster Punkt auf dem Süntel)
- Schloss Meysenbug in Lauenau, erbaut 1610
- St.-Lukas-Kirche in Lauenau, erbaut 1877/78
- 200-jährige Süntelbuche im Volkspark Lauenau
- Zweischiffige Hallenkirche in Apelern, erbaut um 1162
- Schloss Münchhausen in Apelern (Weserrenaissance), erbaut 1561
- Schloss Hammerstein in Apelern (Weserrenaissance), erbaut 1590
- Pfarrkirche St. Ägidien in Hülsede, um 1440 erbaut
- Wasserschloss Hülsede (Weserrenaissance), erbaut 1529–1548
- Petri-Pauli-Kirche in Bad Münder, 1528 und 1840 erbaut
- Wettberg-Burghof in Bad Münder (Weserrenaissance), 17. Jahrhundert
- Steinhof in Bad Münder, 13. Jahrhundert
- Naturdenkmal Süntelbuche am Steinhof in Bad Münder
- St. Magnus-Kirche in Beber (Spätgotik), erbaut 1499–1516
- Historischer Pfarrgarten in Beber, 19. Jahrhundert